# Sælvig
Sælvig er en vig der udgør den sydlige del af den store halvmåneformede bugt Vester Hedekrog ved Samsøs vestkyst i Kattegat. Nordøstligst, hvor Sælvig  møder Mårup Vig, lå der i vikingetiden  en kanal, Kanhavekanalen,, der krydsede øen og førte til Stavns Fjord mod øst. 
Vigen ligger nordvest for Onsbjerg og har givet navn til bebyggelsen Sælvig i Onsbjerg Sogn.
I dag er vigen et yndet feriested for badegæster og windsurfere.
55°52′50″N 10°34′42″Ø / 55.8806°N 10.5784°Ø